# Egyed
Egyed ist eine ungarische Gemeinde im Kreis Csorna im Komitat Győr-Moson-Sopron. Sie hat gut 500 Einwohner (Stand 2013).

## Geografische Lage
Egyed liegt in der kleinen ungarischen Tiefebene,  einem Steppengebiet, gut 
12 Kilometer südöstlich der Kreisstadt Csorna, an dem Kanal Buga-csatorna. Nachbargemeinden sind Rábacsanak, Rábapordány, Árpás und Sobor.

## Sehenswürdigkeiten
- Kruzifix (Krisztus-kereszt), erschaffen 1803
- Römisch-katholische Kirche Szentháromság, erbaut 1773
- Schloss Stern
- Szentháromság-Säule (Szentháromság-oszlop), erschaffen im 19. Jahrhundert
- Weltkriegsdenkmäler (I. és II. világháborús emlékmű)

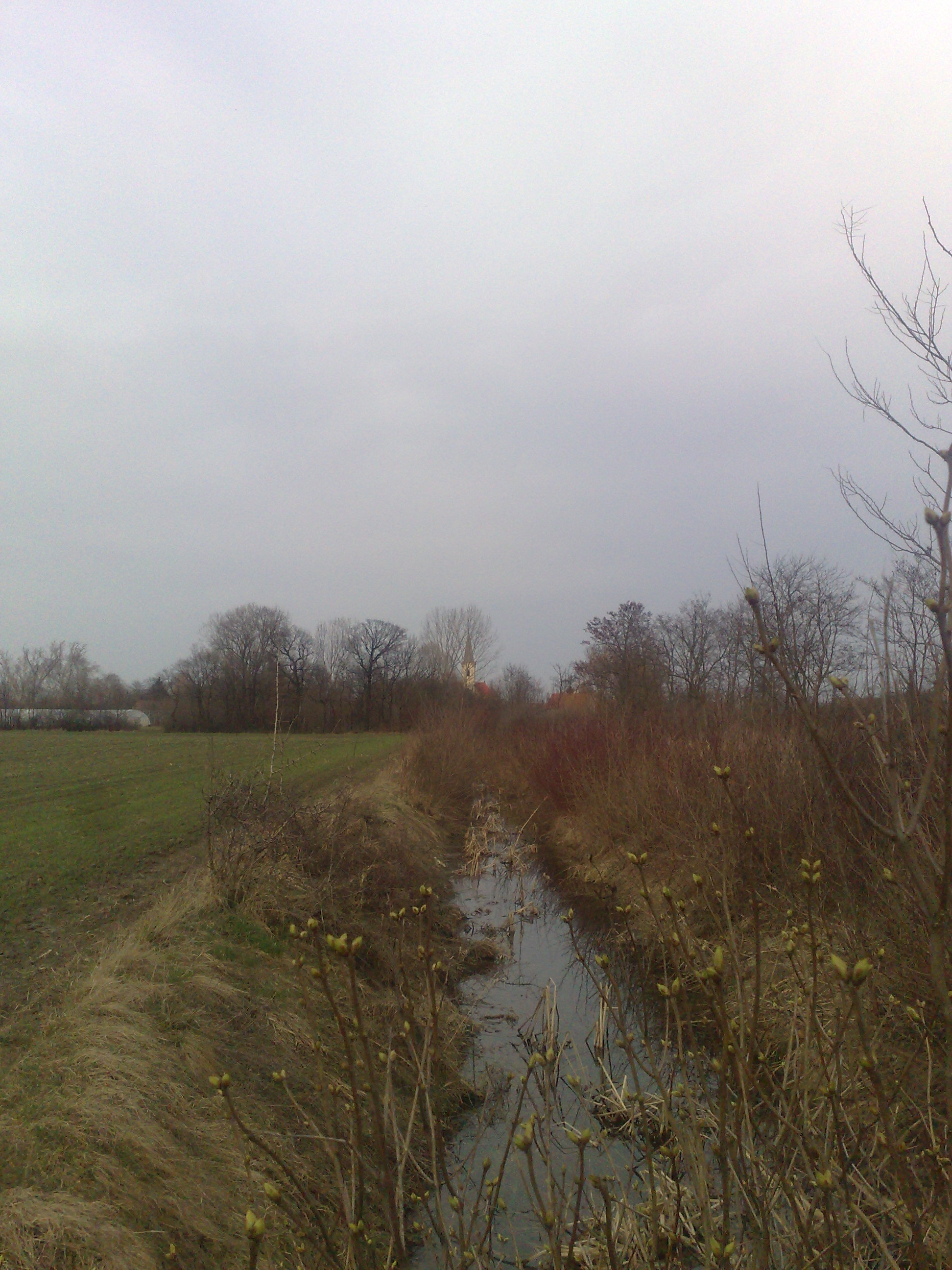
Buga-csatorna
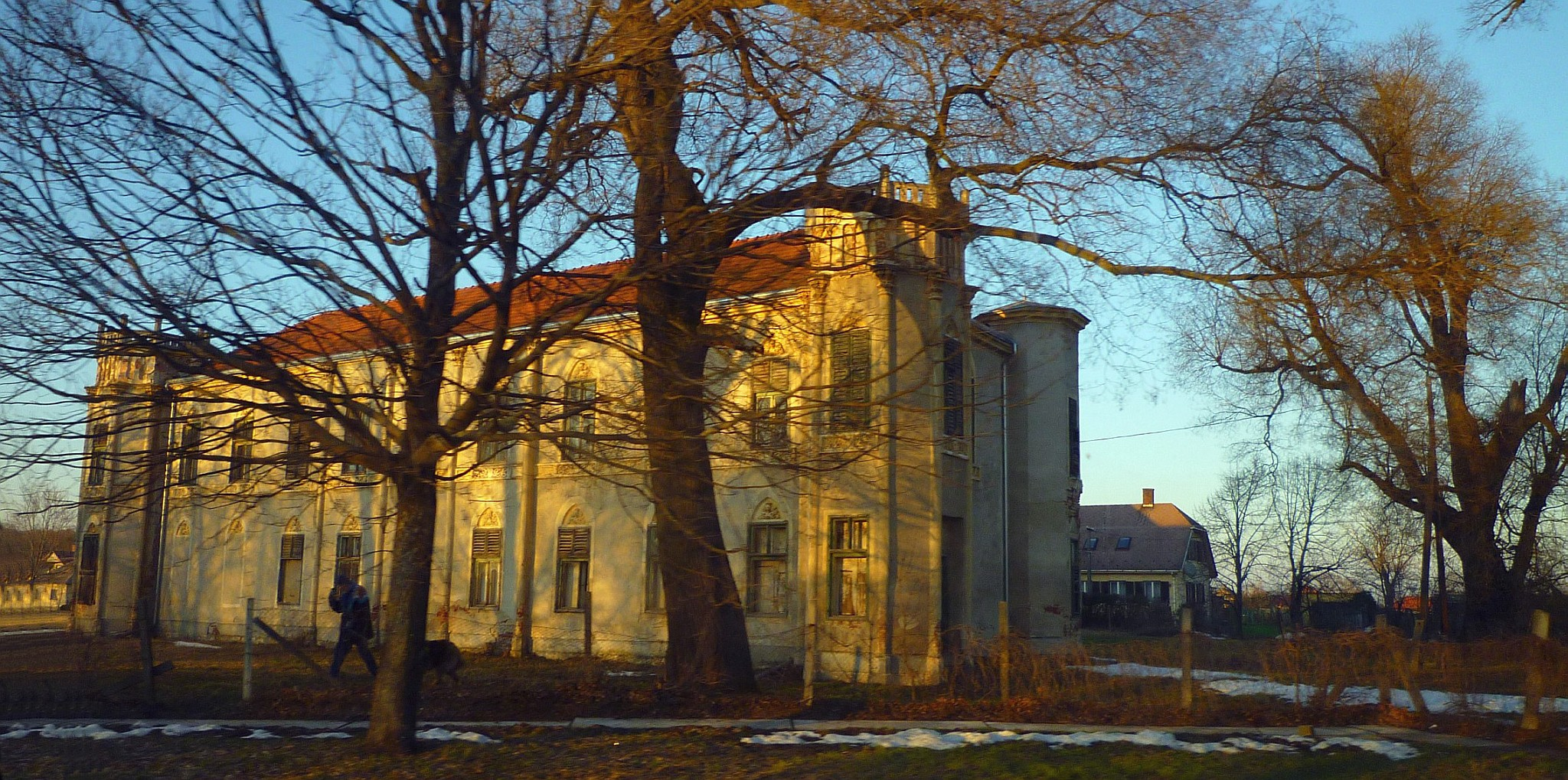
Schloss Stern (bis 2000 als Schule genutzt)
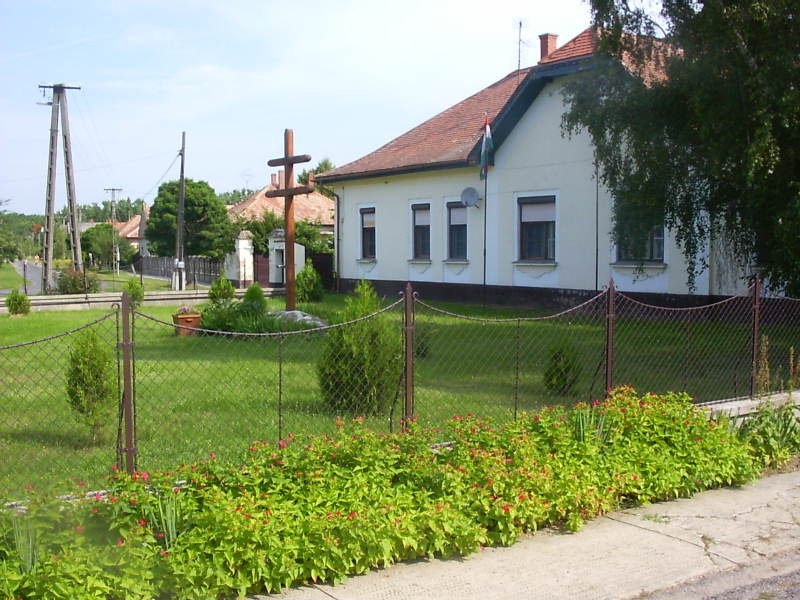
Gemeindeverwaltung
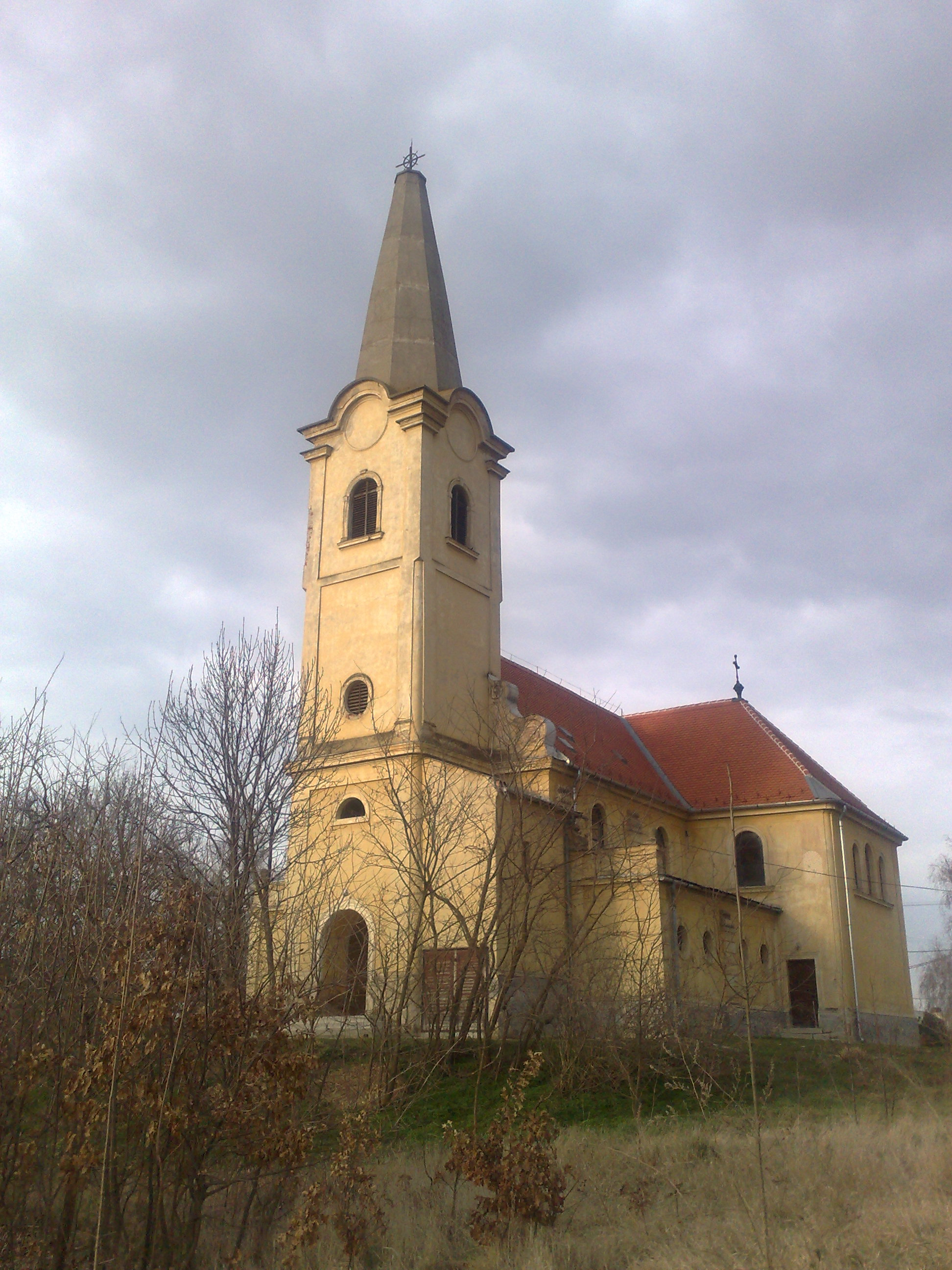
Röm.-kath. Kirche Szentháromság
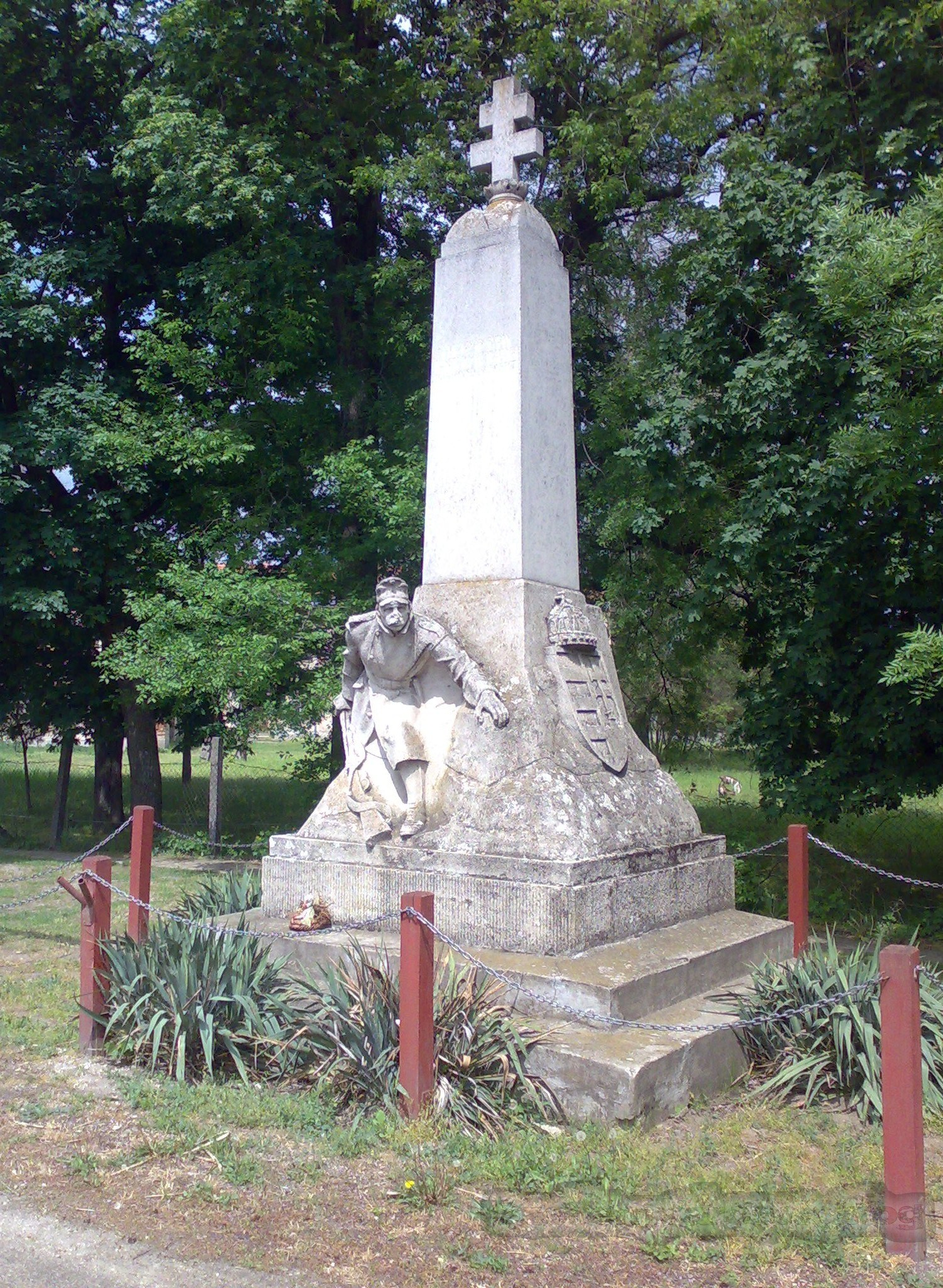
Weltkriegsdenkmal von Károly Székely (1924)
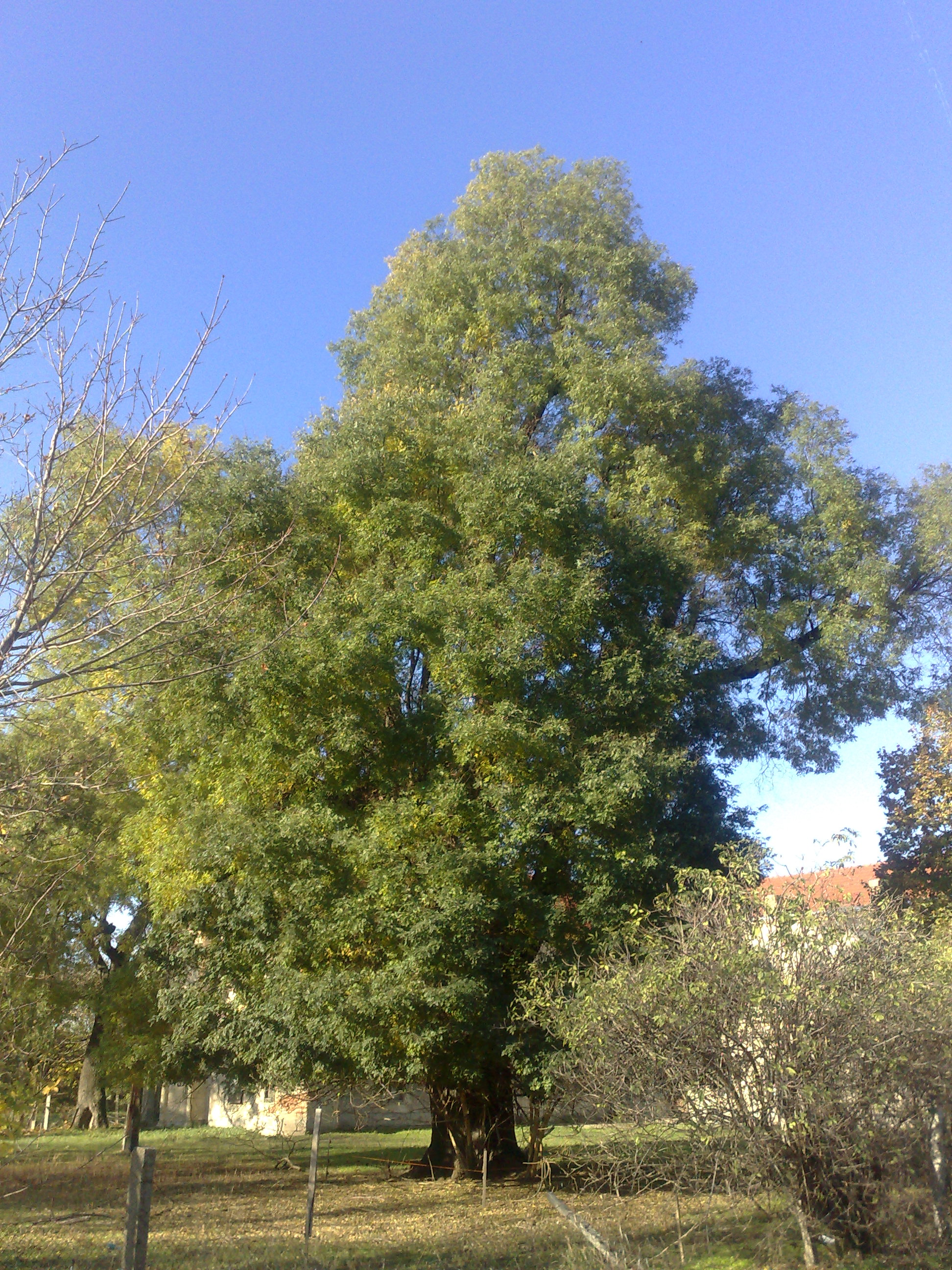
Japanischer Schnurbaum im Schlosshof

## Persönlichkeiten
- Lajos Batthyány (1860–1951), Politiker, Obergespan und Gouverneur von Fiume

## Verkehr
In Egyed treffen die Landstraßen Nr. 8419 und Nr. 8424 aufeinander. Über den westlich des Ortes liegenden Bahnhof Egyed-Rábacsanak ist die Gemeinde angebunden an die Eisenbahnstrecke von Csorna nach Pápa.